# Ambarvalia

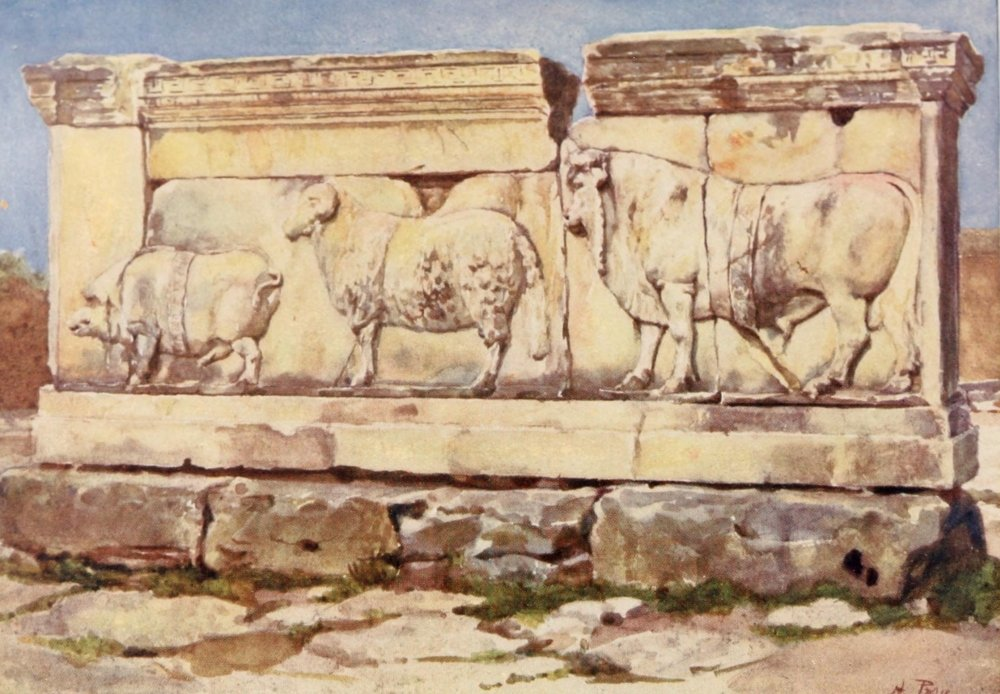
Ambarvalia-Opfer, Relief mit Sau, Schaf und Bulle, Rom

Die Ambarvalia waren ein Ritus der römischen Religion, der im Frühjahr stattfand. Er diente der Ehrung und Entsühnung der Felder.

## Ritus
Bei diesem Fest wurden ein Bulle, eine Sau und ein Schaf über die Felder getrieben und später als Tieropfer dargebracht.
Genauer, wurden die Opfertiere dreimal in einer Prozession um die Felder geführt. Daher soll das Fest auch seinen Namen haben  zu lateinisch ambiō, „ich gehe umher“ und arvum „Feld“.
Dieses Opfer wurde im lateinischen auch suovetaurilia genannt. 
Es gab zwei Arten dieser Feste, ein öffentliches und ein privates.
Die Privatfeierlichkeiten wurden von dem Familienoberhaupt (pater familias) in Begleitung seiner Kinder und Sklaven in den Dörfern und Bauernhöfen außerhalb Roms gefeiert.
Das Publikum innerhalb der Stadtgrenzen feierte in zwölf fratres arvales. So gingen an der Spitze einer Prozession, die Bürger, die in Rom Ländereien oder Weinberge besaßen. Während der Prozession wurden Gebete an die Göttinnen, Ceres und Dea Dia, gerichtet.
Da die zu Rom gehörende Fläche immer größer wurde, wurden die Feierlichkeiten auf bestimmte Orte festgelegt und hier als (öffentliche) feriae conceptiva begangen. Eine häufig geäußerte und bisher nicht widerlegte Vermutung ist, dass die Ambarvalia identisch sind mit den von den Fratres arvales, der Arvalbrüdern zu Ehren der Dea Dia begangenen Feierlichkeiten.
Ein in einigen Punkten vergleichbarer Ritus für die Stadt Rom war das Amburbium.

## Wortherkunft
Das Wort leitet sich von lateinisch amb-: „um, herum“ und arvum: „Feld/Acker“ ab. Man beachte den Zusammenhang mit urvare – pflügen, erklärt bei Sulcus primigenius.